# Yucca
Yucca L., 1753 è un genere di piante facente parte della famiglia Asparagaceae, originario delle regioni a clima tropicale secco, come Messico, California e Caraibi, conosciuto come fiore nazionale di El Salvador.

## Descrizione
Comprende oltre 50 specie di alberi e arbusti che in natura raggiungono anche i 15–20 m di altezza, ma negli ambienti domestici non superano i 2 m; hanno il fusto robusto, cilindrico, spesso a portamento arboreo, poco ramificato, che porta folti ciuffi di foglie lineari, persistenti, dure e generalmente spinose all'apice; i fiori sono generalmente piccoli, raramente grandi, di colore bianco o crema, sono penduli e solitamente riuniti in grandi pannocchie terminali.

## Tassonomia

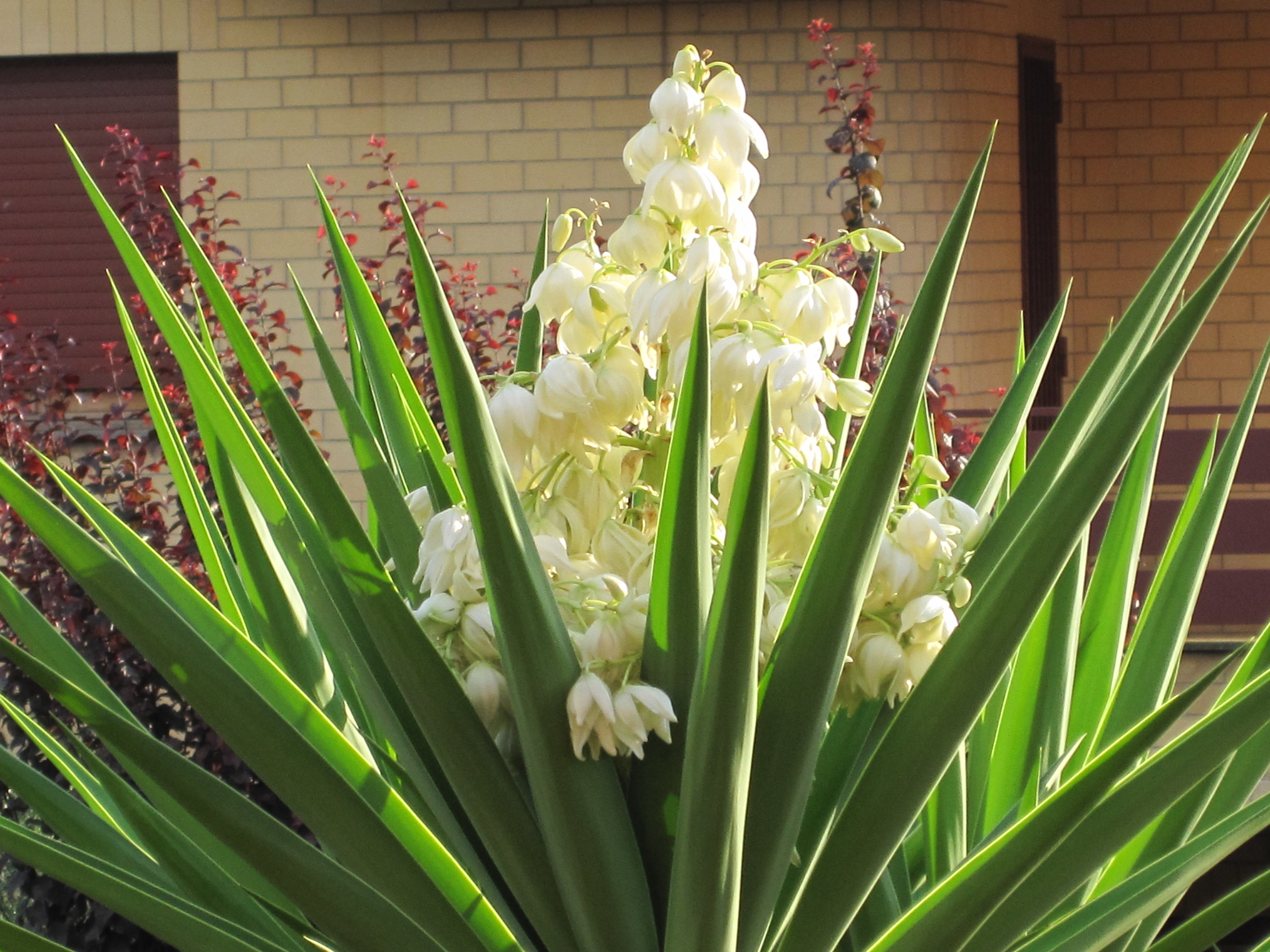
Yucca in fiore

Il genere Yucca comprende le seguenti specie:
- Yucca aloifolia L.
- Yucca angustissima Engelm. ex Trel.
- Yucca arkansana Trel.
- Yucca baccata Torr.
- Yucca baileyi Wooton & Standl.
- Yucca brevifolia Engelm.
- Yucca campestris McKelvey
- Yucca capensis L.W.Lenz
- Yucca carnerosana (Trel.) McKelvey
- Yucca cernua E.L.Keith
- Yucca coahuilensis Matuda & I.L.Pina
- Yucca constricta Buckley
- Yucca decipiens Trel.
- Yucca declinata Laferr.
- Yucca desmetiana Baker
- Yucca elata (Engelm.) Engelm.1
- Yucca endlichiana Trel.
- Yucca faxoniana Sarg.
- Yucca feeanoukiae Hochstätter
- Yucca filamentosa L.
- Yucca filifera Chabaud
- Yucca flaccida Haw.
- Yucca gigantea Lem.
- Yucca glauca Nutt.
- Yucca gloriosa L.
- Yucca grandiflora Gentry
- Yucca harrimaniae Trel.
- Yucca intermedia McKelvey
- Yucca jaliscensis (Trel.) Trel.
- Yucca lacandonica Gómez Pompa & J.Valdés
- Yucca linearifolia Clary
- Yucca madrensis Gentry
- Yucca mixtecana García-Mend.
- Yucca necopina Shinners
- Yucca neomexicana Wooton & Standl.
- Yucca pallida McKelvey
- Yucca periculosa Baker
- Yucca pinicola Zamudio
- Yucca potosina Rzed.
- Yucca queretaroensis Piña Luján
- Yucca reverchonii Trel.
- Yucca rostrata Engelm. ex Trel.
- Yucca rupicola Scheele
- Yucca schidigera Roezl ex Ortgies
- Yucca × schottii Engelm.
- Yucca sterilis (Neese & S.L.Welsh) S.L.Welsh & L.C.Higgins
- Yucca tenuistyla Trel.
- Yucca thompsoniana Trel.
- Yucca treculeana Carrière
- Yucca utahensis McKelvey
- Yucca valida Brandegee

### Alcune specie

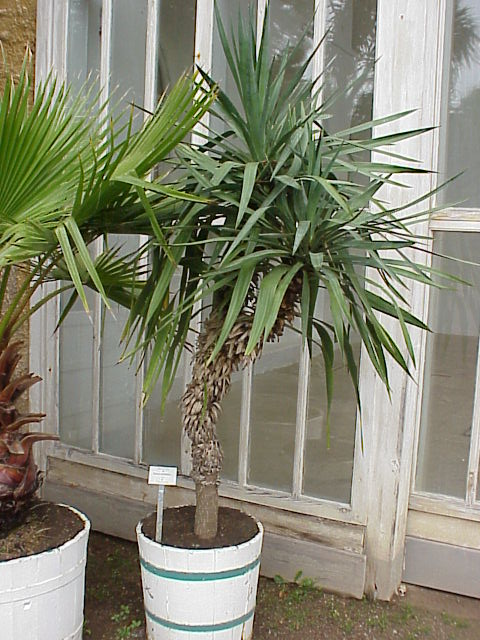
Yucca aloifolia
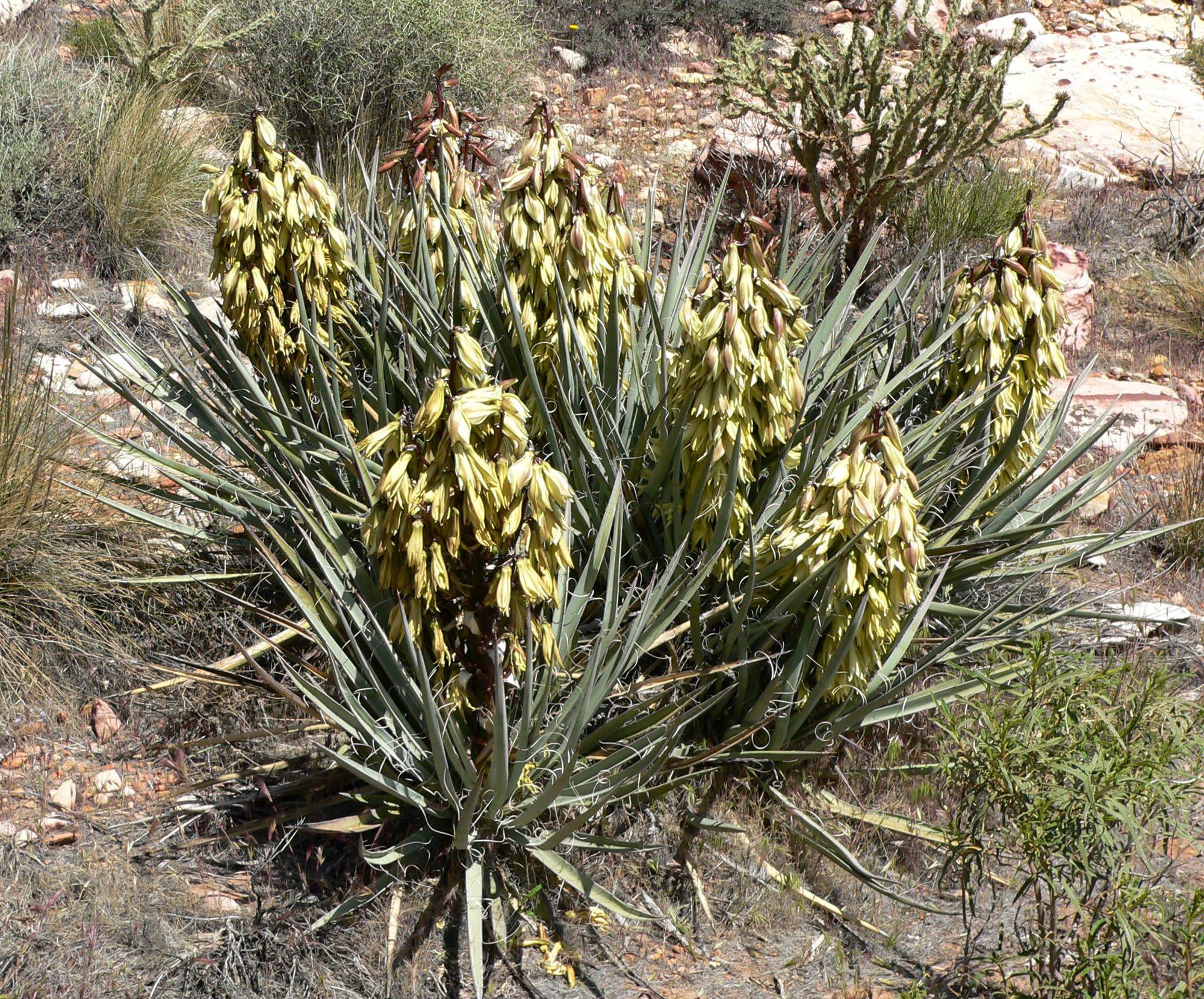
Yucca baccata
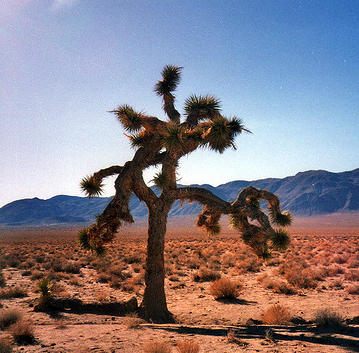
Yucca brevifolia
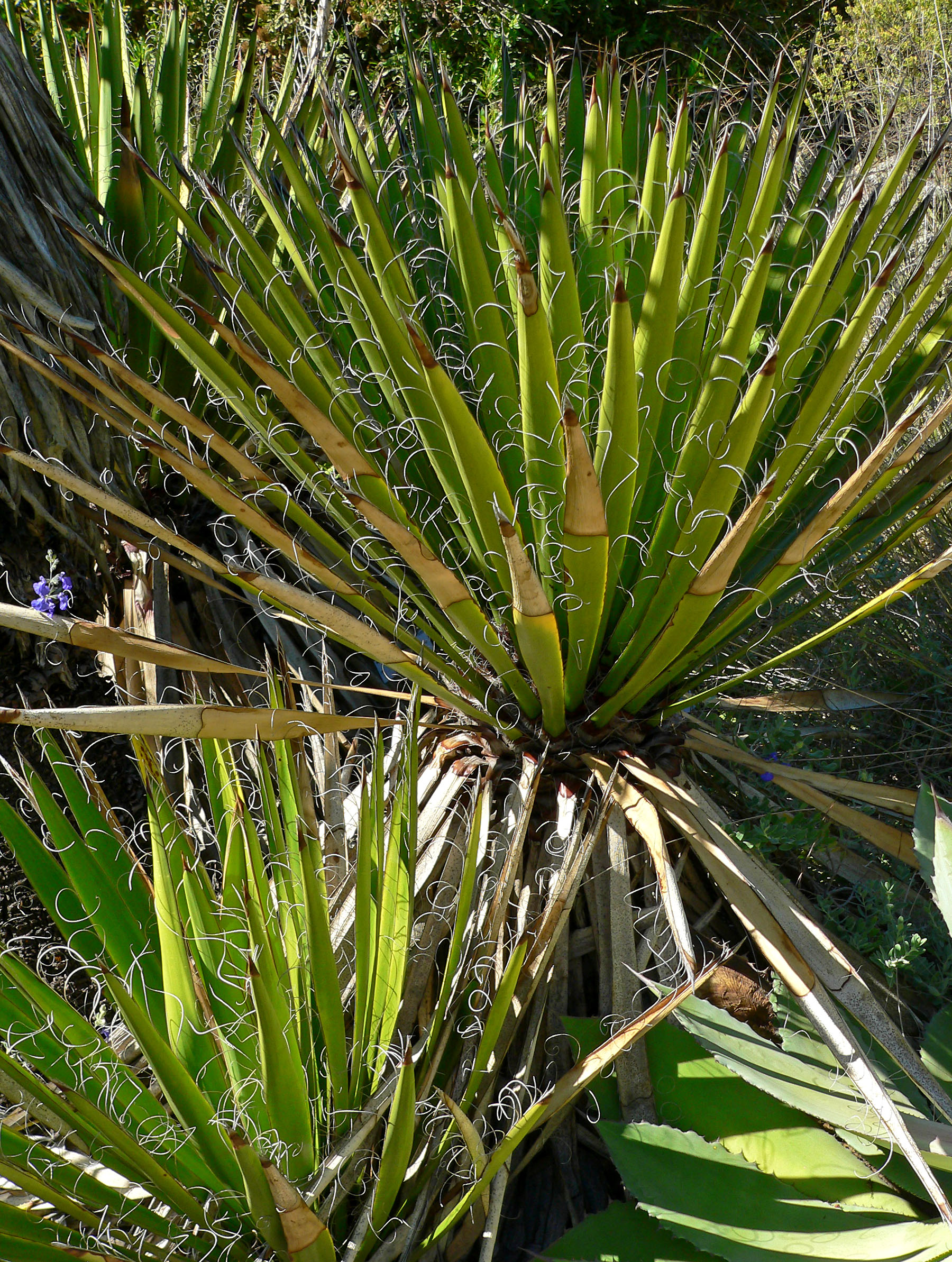
Yucca carnerosana
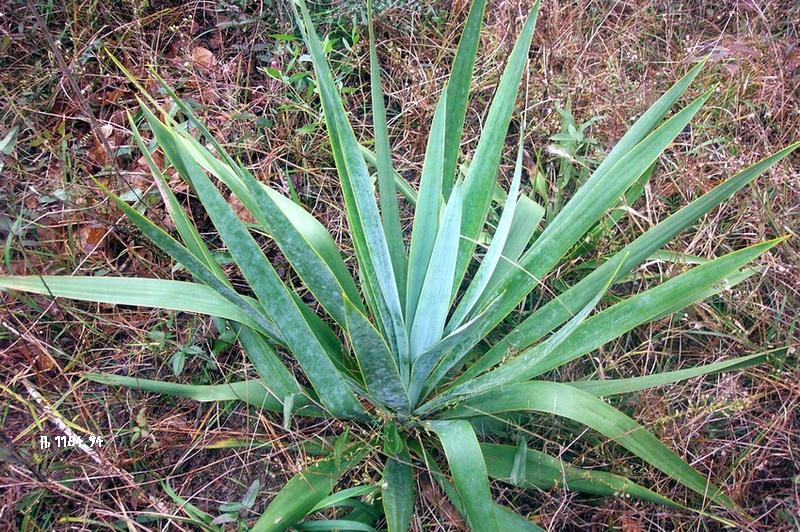
Yucca cernua
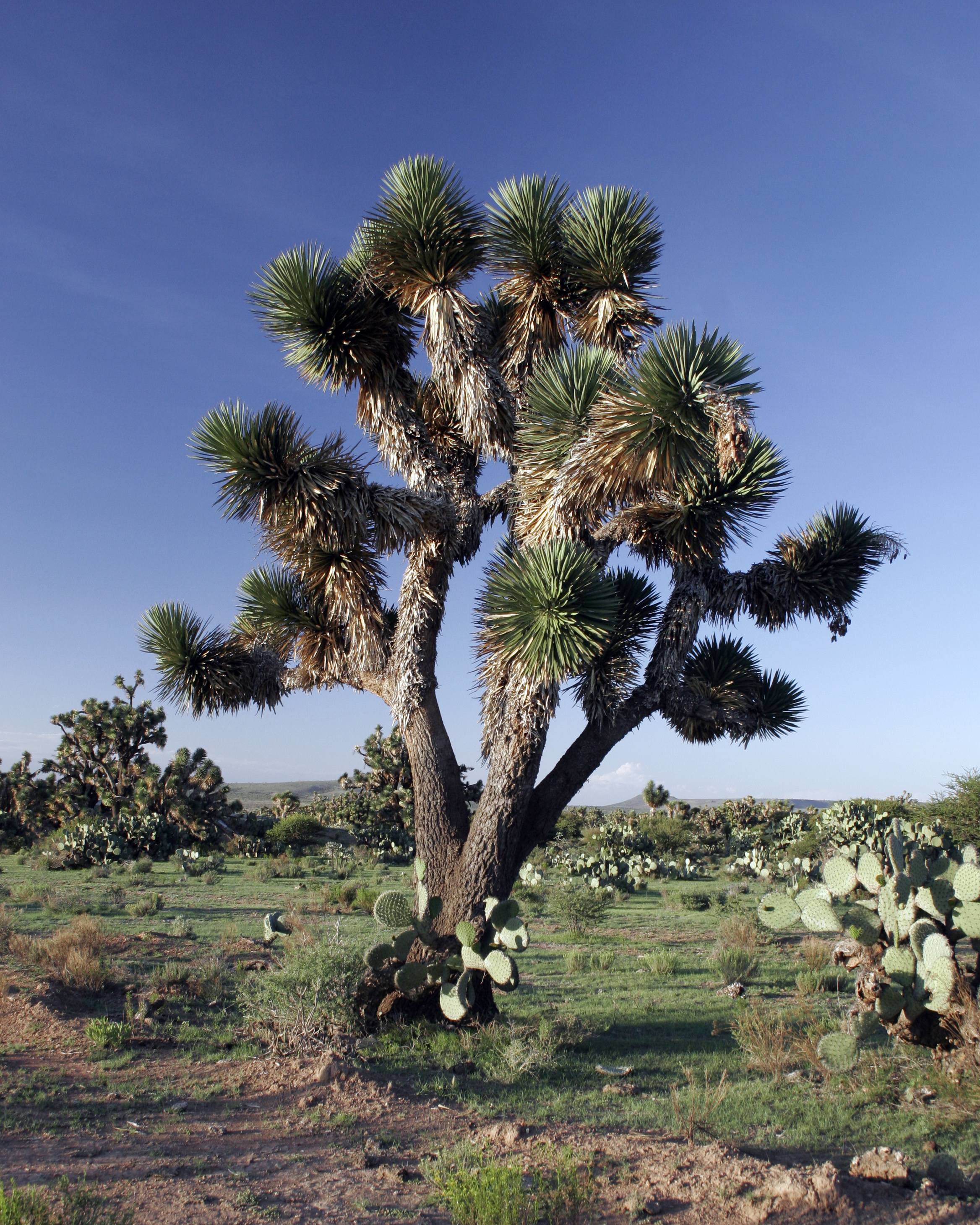
Yucca decipiens
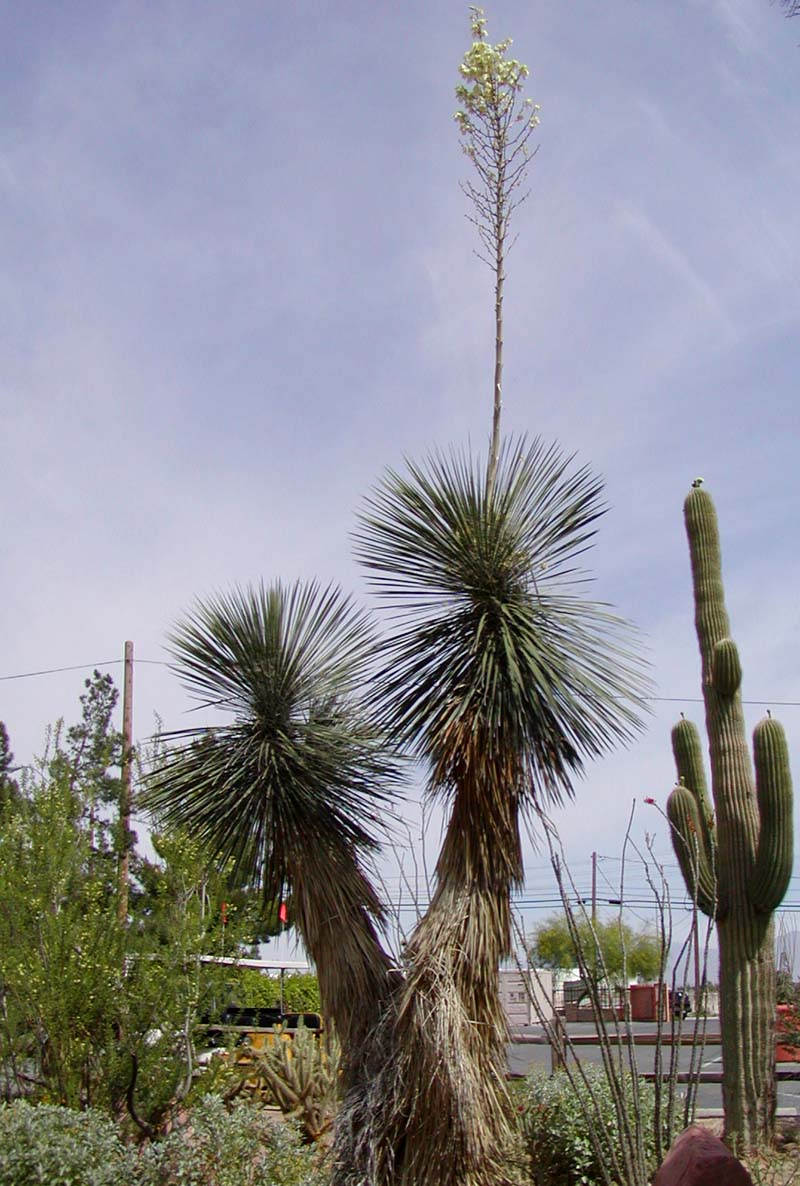
Yucca elata
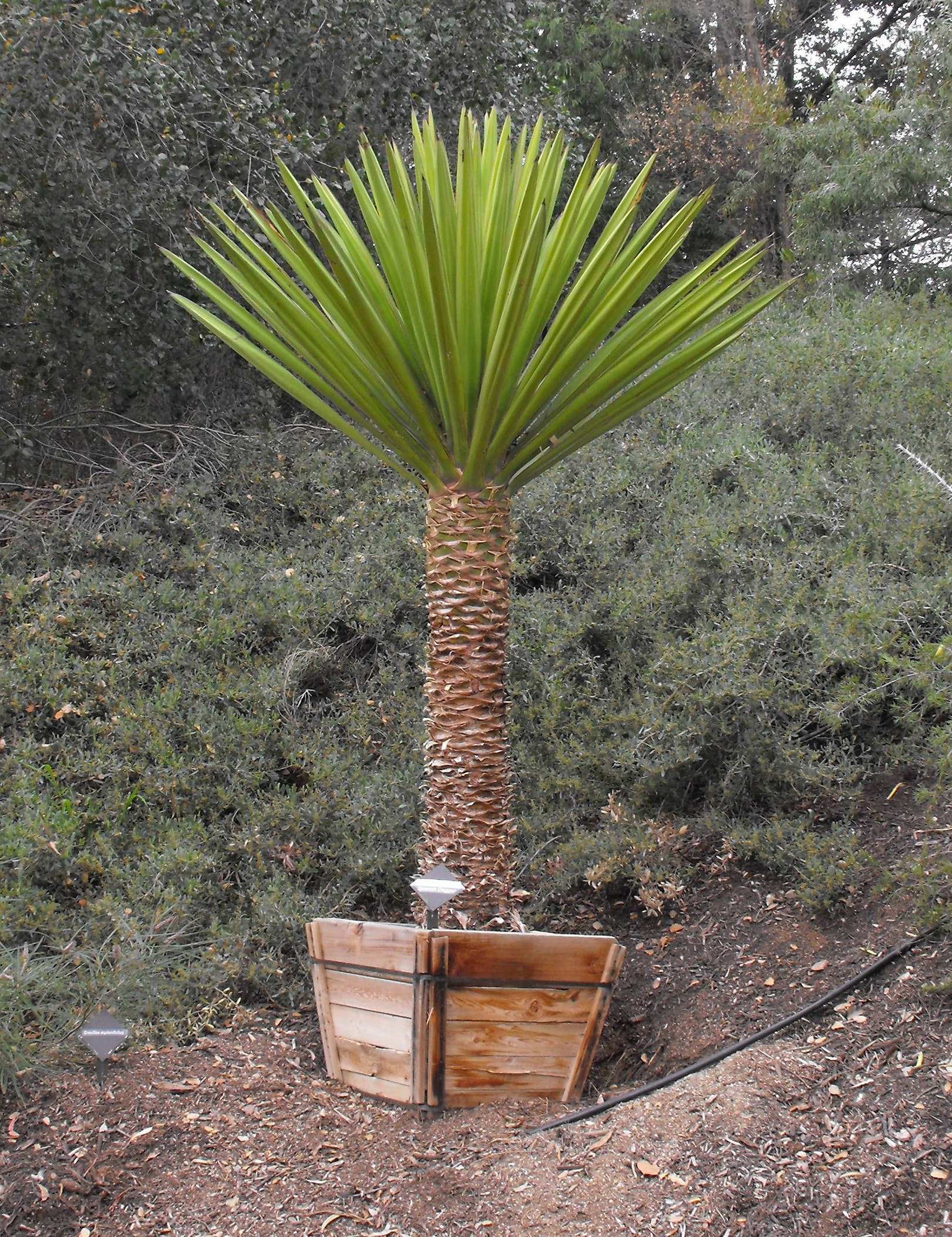
Yucca faxoniana
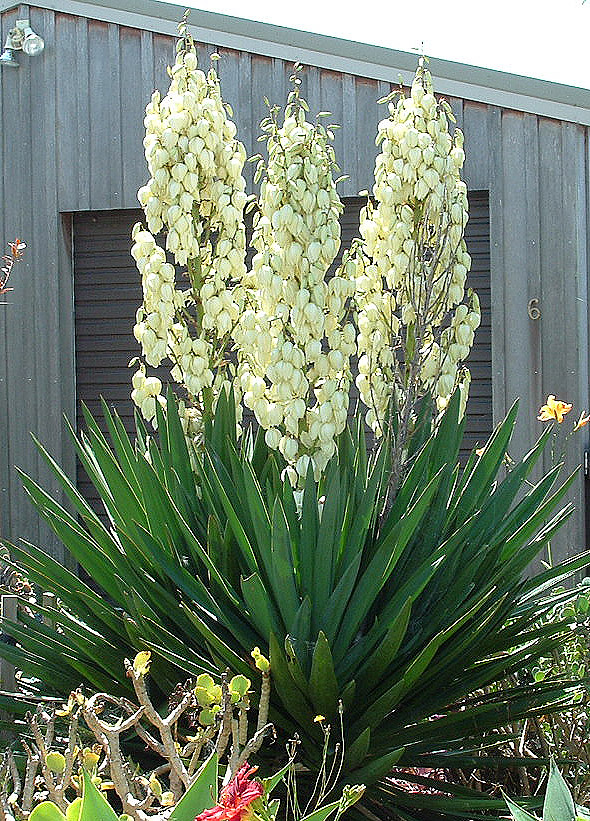
Yucca filamentosa
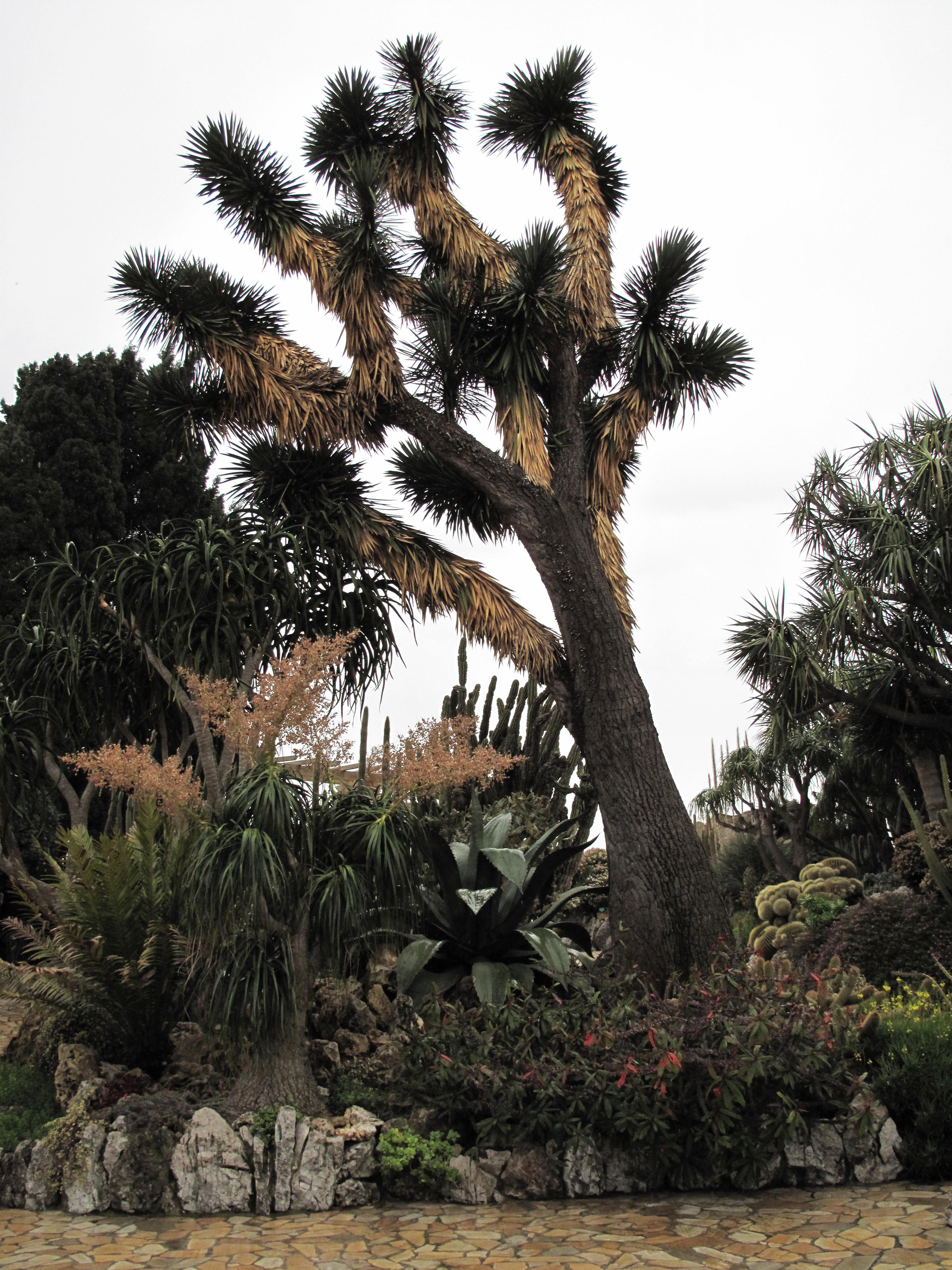
Yucca filifera
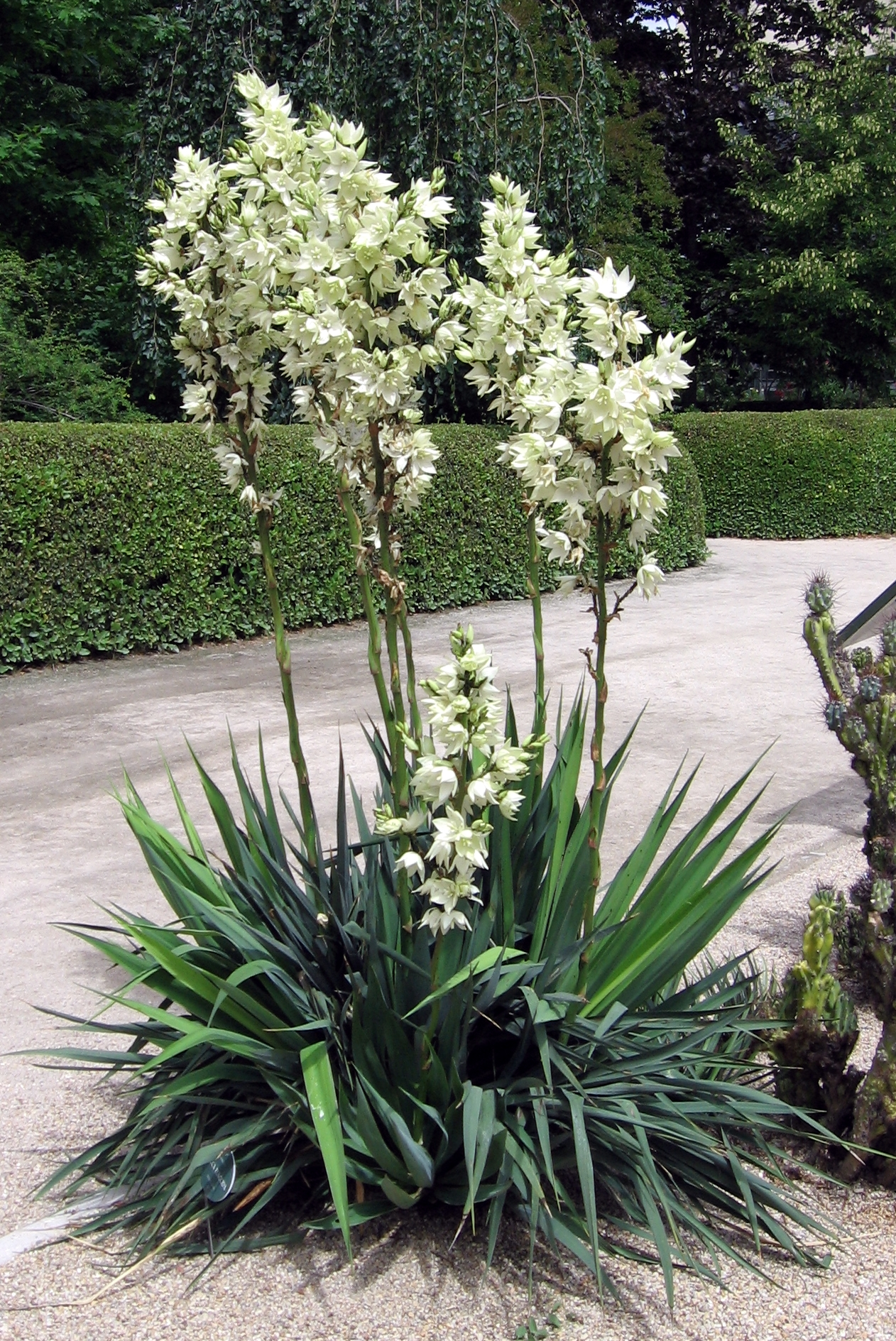
Yucca flaccida
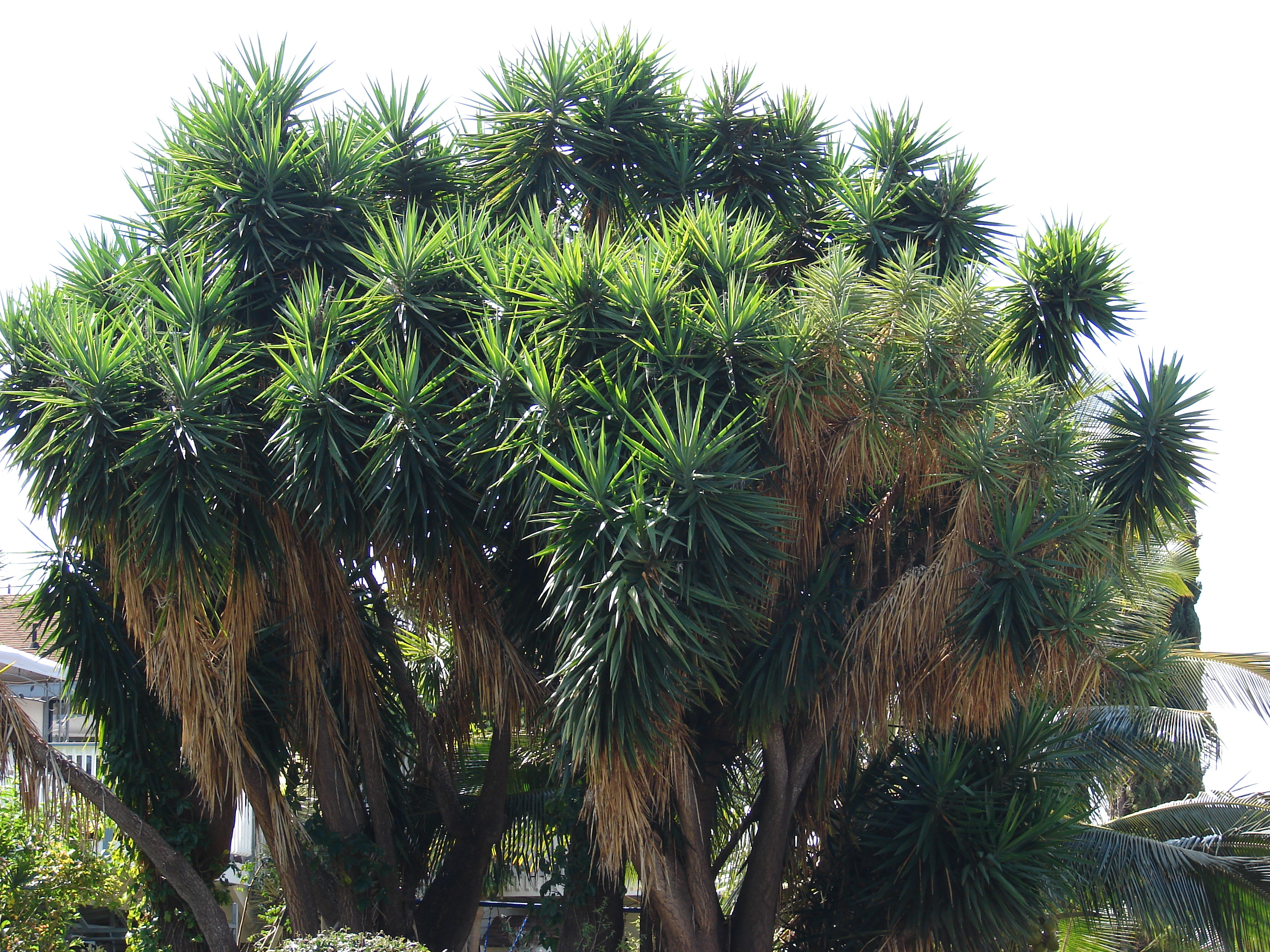
Yucca gigantea
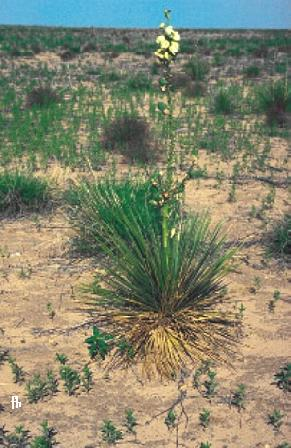
Yucca glauca
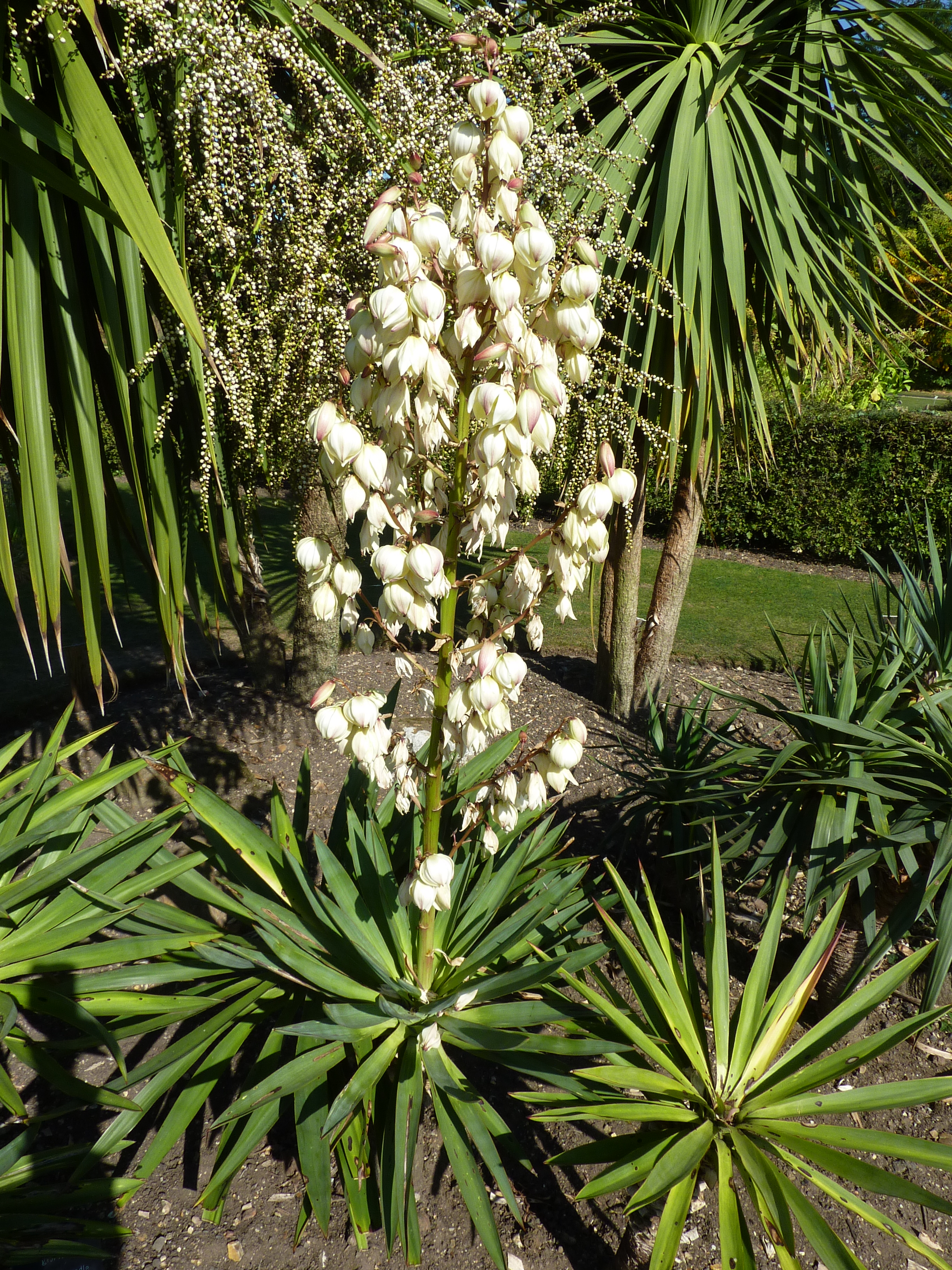
Yucca gloriosa
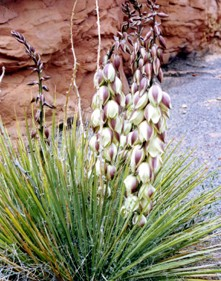
Yucca harrimaniae
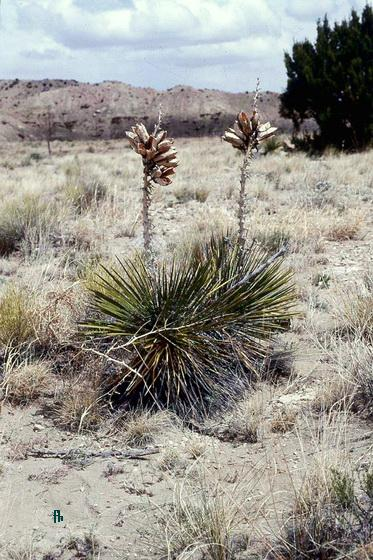
Yucca intermedia
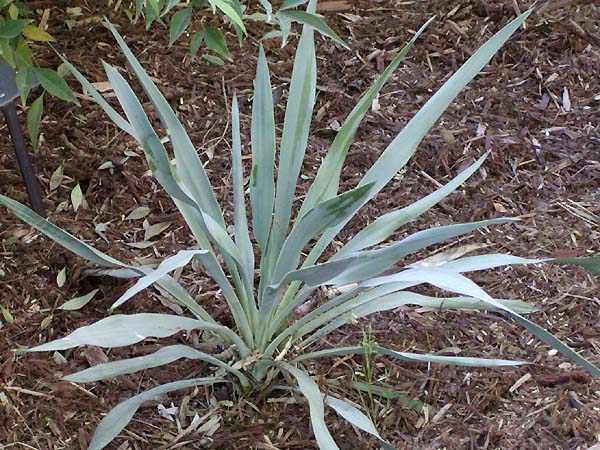
Yucca pallida
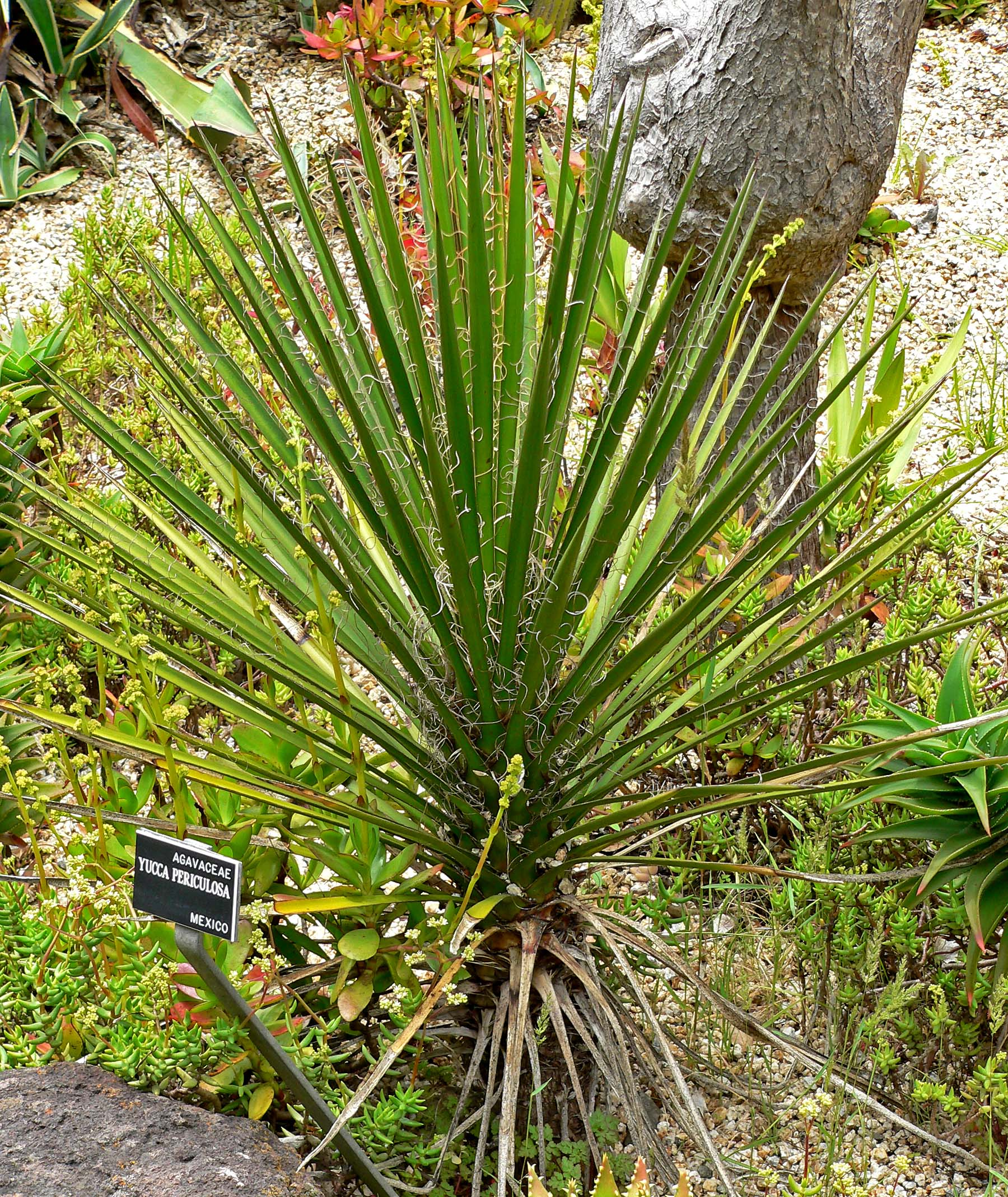
Yucca periculosa
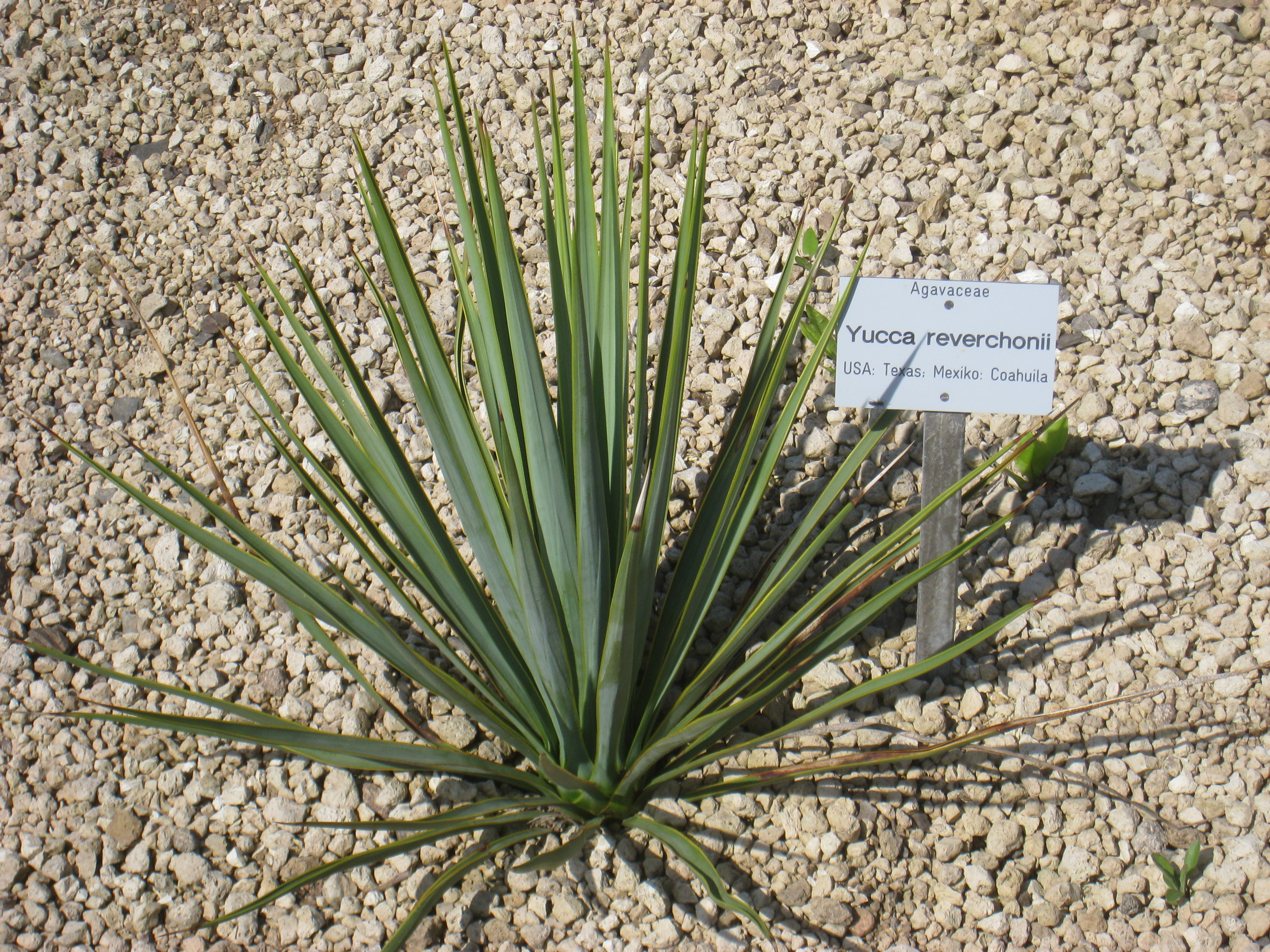
Yucca reverchonii
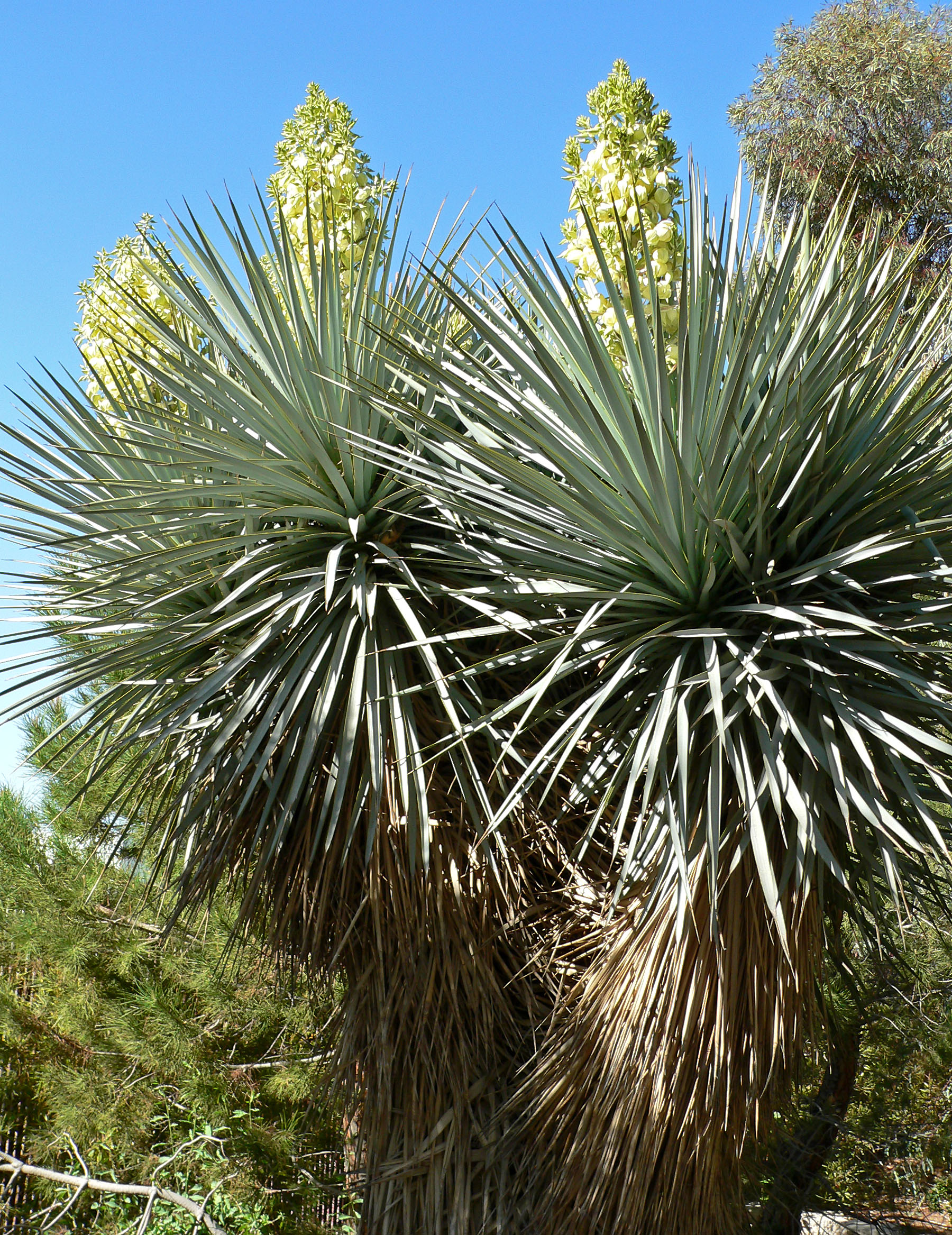
Yucca rigida
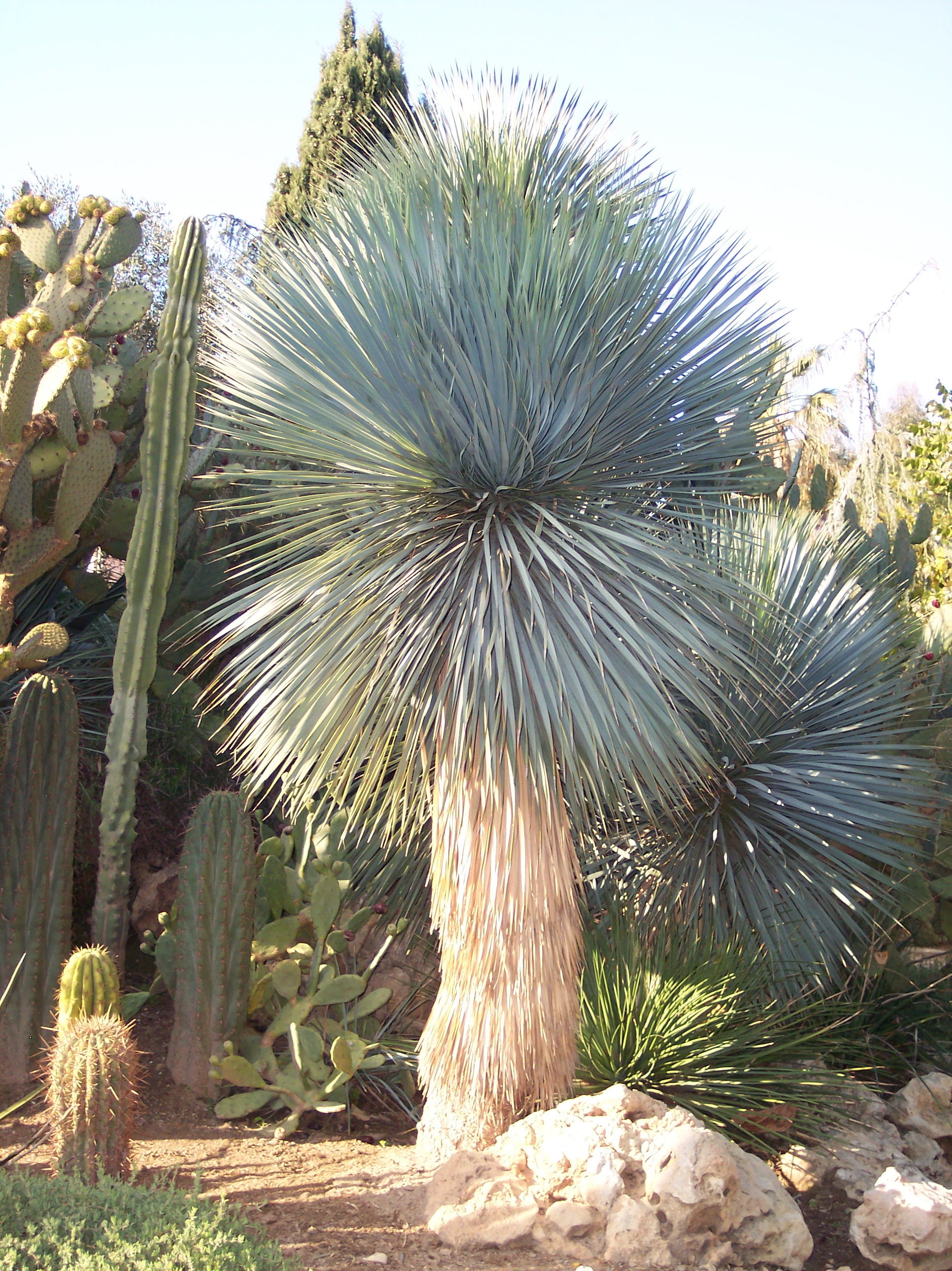
Yucca rostrata
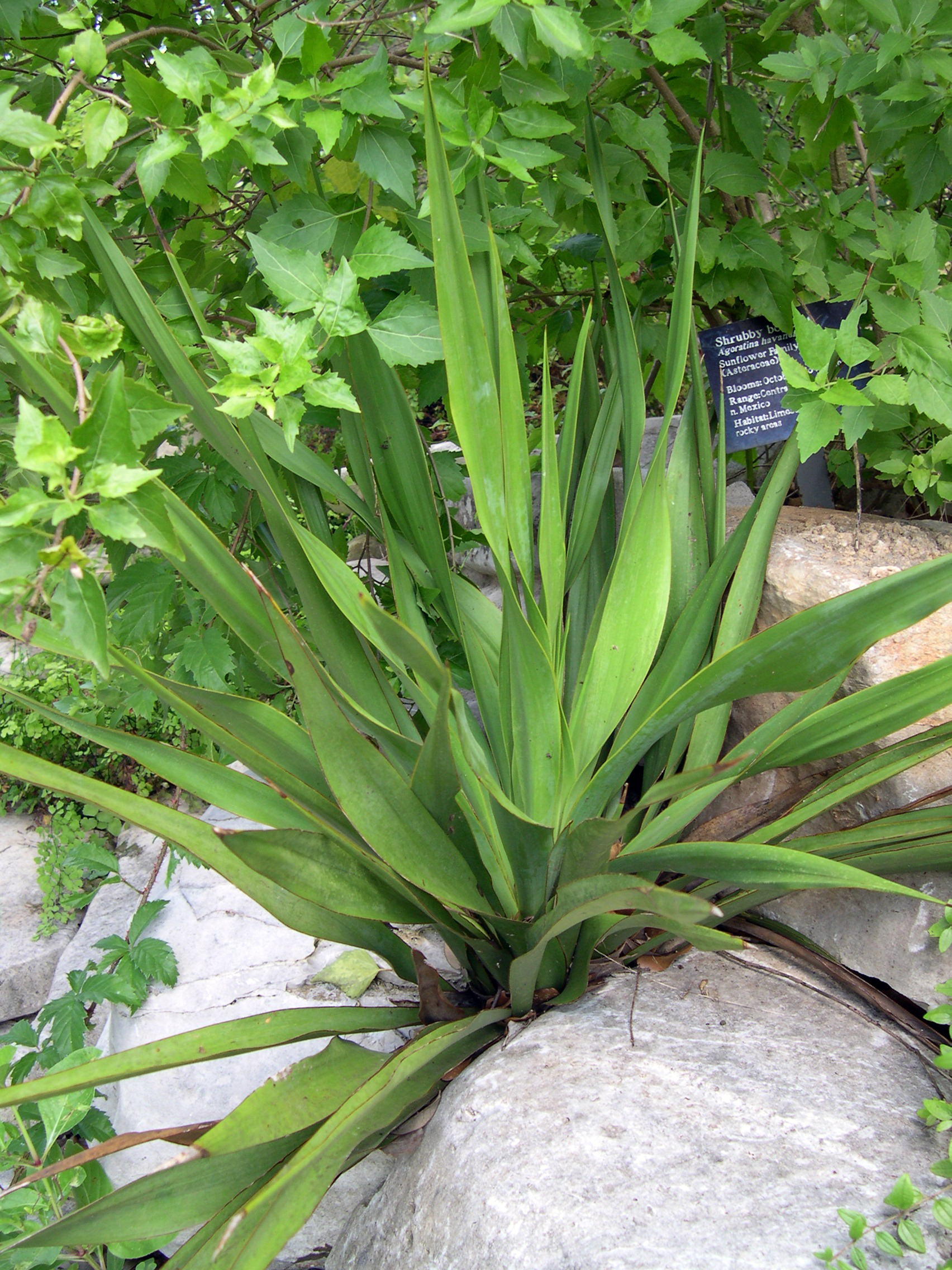
Yucca rupicola
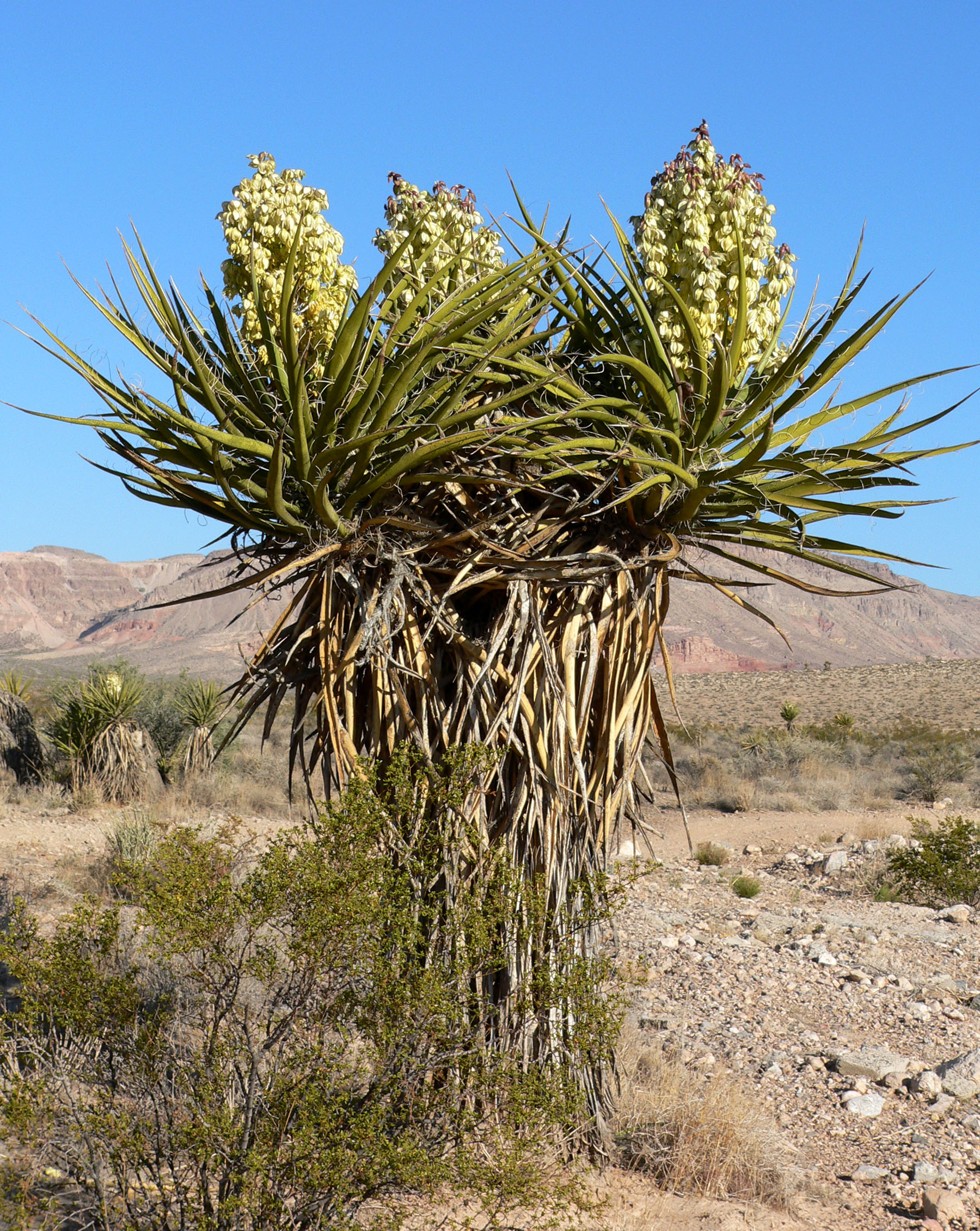
Yucca schidigera
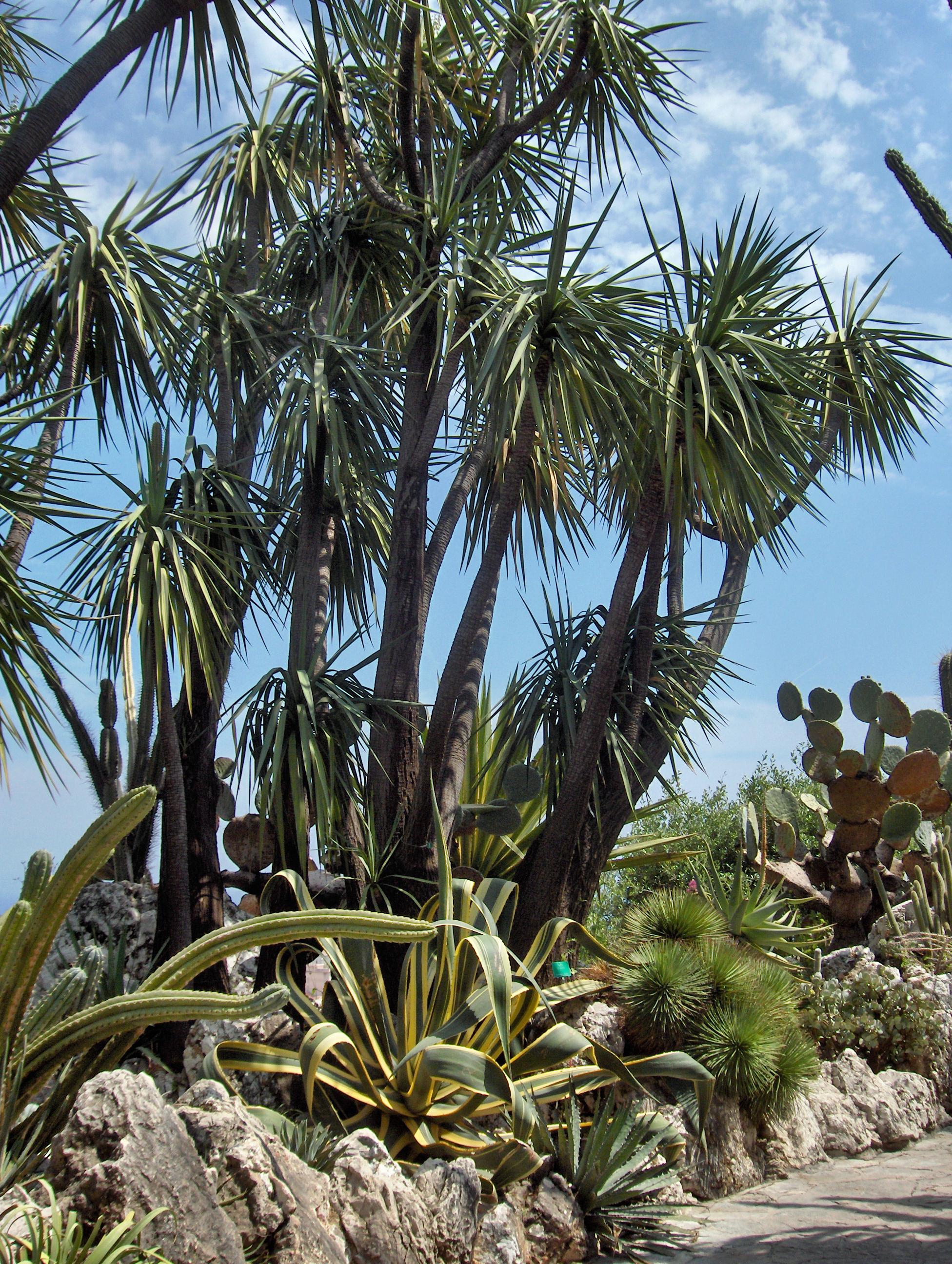
Yucca schottii
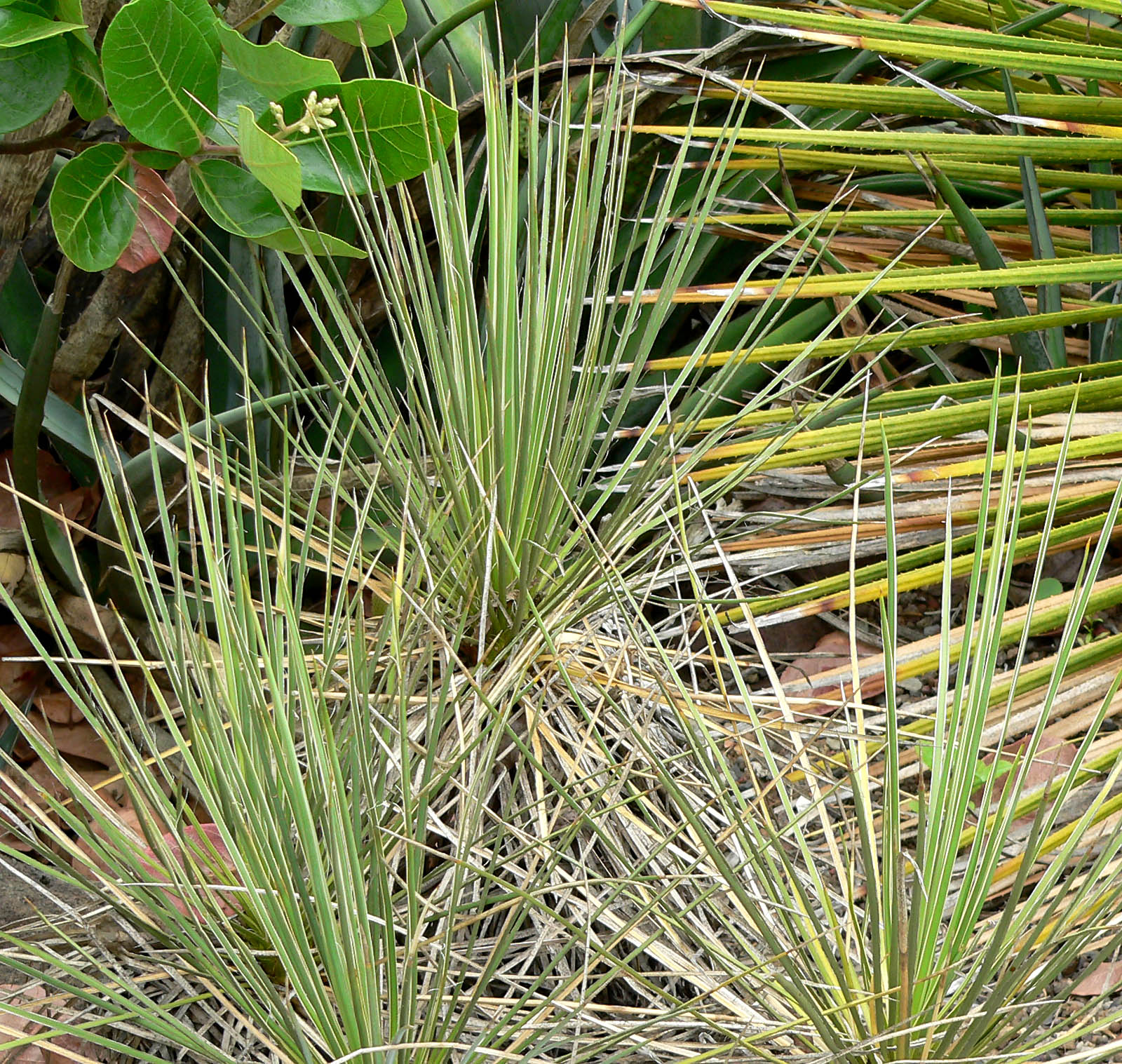
Yucca standleyi
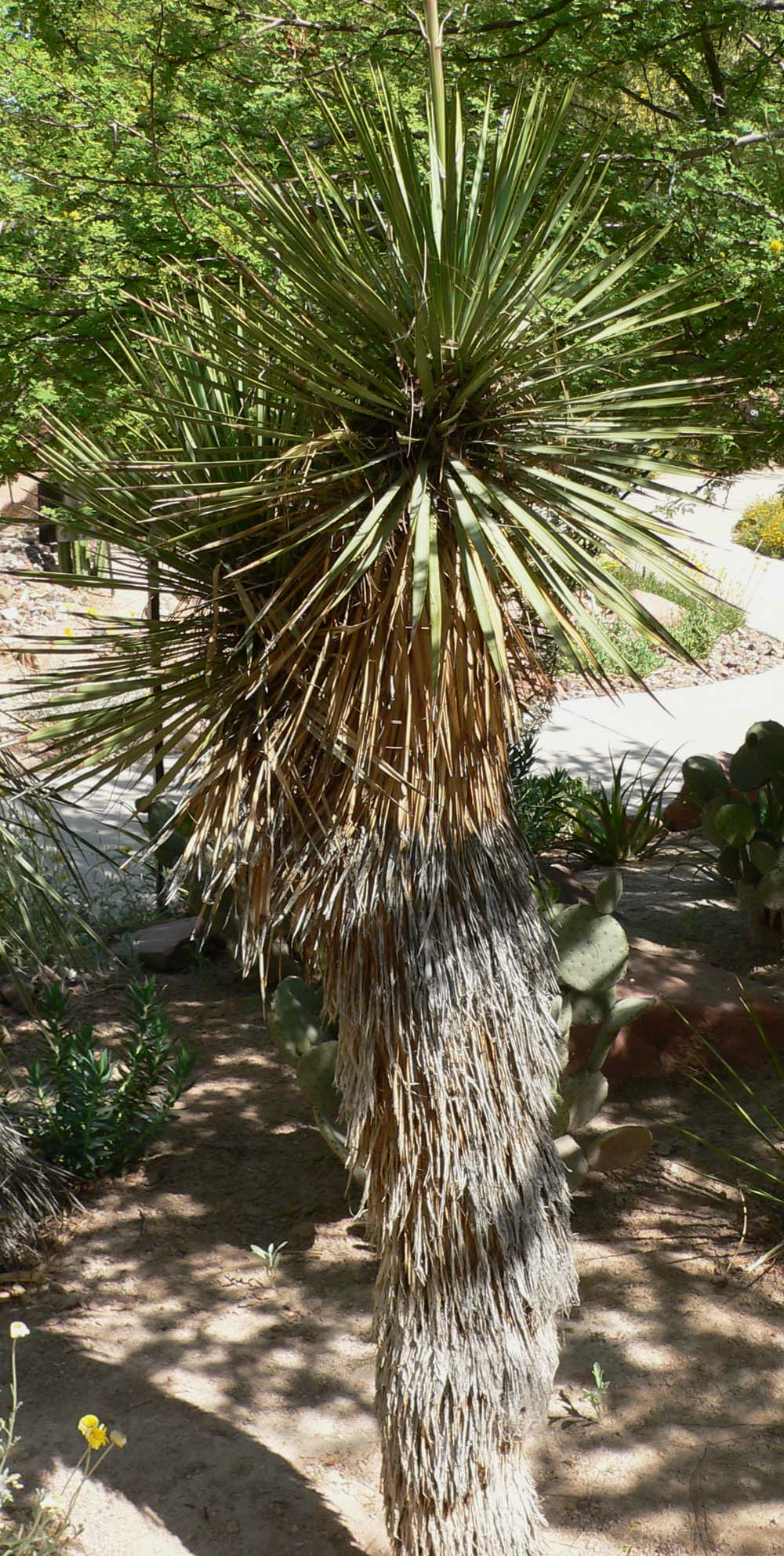
Yucca thompsoniana
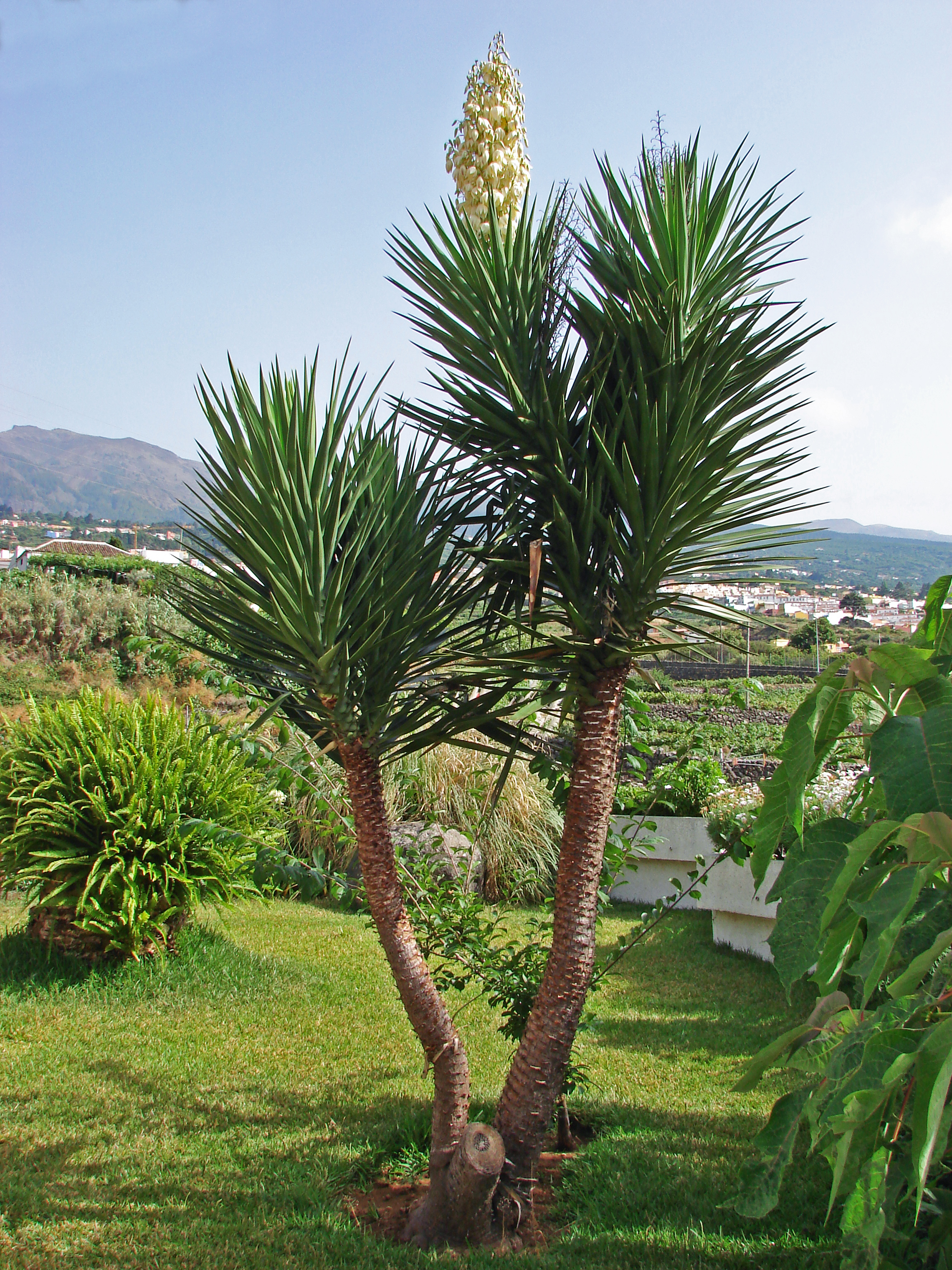
Yucca treculeana
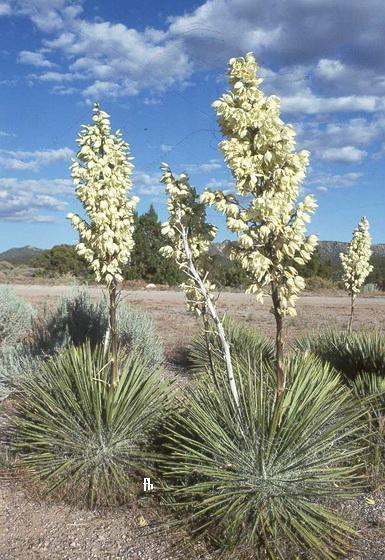
Yucca utahensis

## Usi

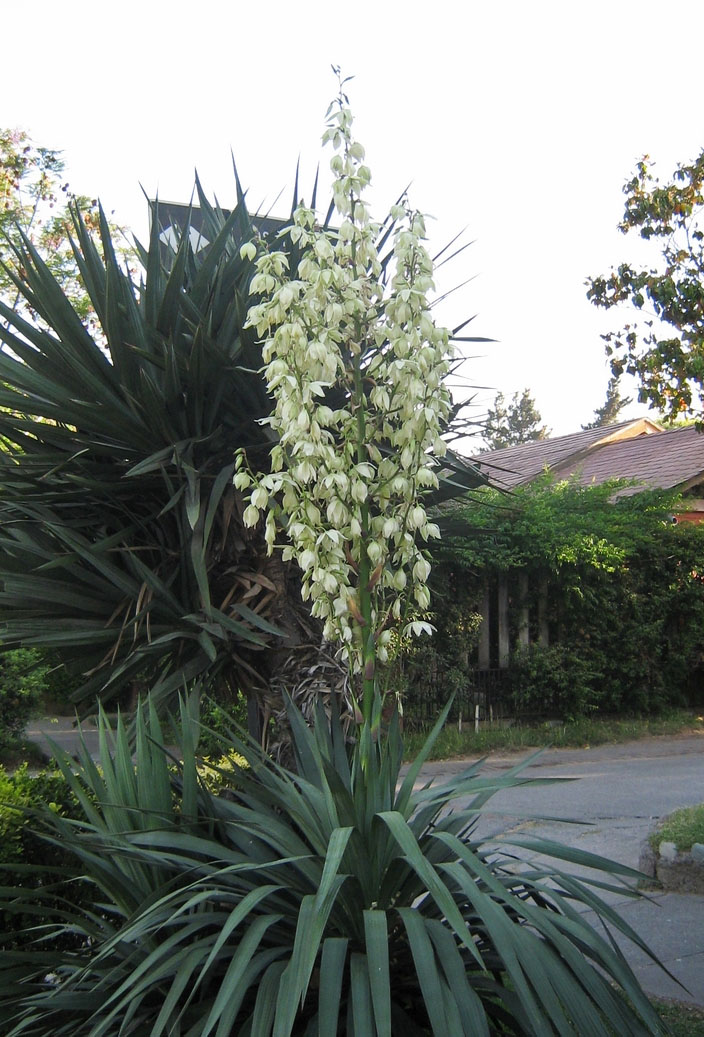
Yucca gloriosa

La specie più coltivata come pianta ornamentale è la Y. gloriosa, dalla fioritura estiva di fiori di colore bianco-candido, campanulati e riuniti in un'alta spiga, che supera facilmente i 2–3 m anche se coltivata in vaso; la Y. australis ha portamento arboreo, la Y. elephantipes si presta alla coltivazione in vaso, mentre le specie Y. aloifolia e Y. arborescens originarie della California, Louisiana e Messico, hanno un prevalente interesse nell'industria cartaria, che utilizza la pasta di cellulosa ottenuta dalle foglie per la fabbricazione di prodotti cartacei.

## Coltivazione
Se coltivata in piena terra preferisce le zone dal clima marittimo, anche se può crescere nel Nord Italia in posizioni riparate dal gelo.
Richiede esposizione soleggiata, terreni asciutti e senza ristagno d'acqua.
Le piante coltivate in vaso richiedono ambienti caldi e luminosi, concimazioni liquide poco frequenti, annaffiature controllate d'estate e diradate d'inverno, si rinvasa o rinterra ogni primavera, usando terriccio universale.
Si moltiplica per mezzo di talee di segmenti di tronco, divisione dei polloni basali, o più difficilmente con la semina in vasi o cassette e successivo trapianto a dimora.